# Moskevská oblast
Moskevská oblast (rusky Моско́вская о́бласть), nebo také Podmoskoví (rusky Подмоско́вье) je čtvrtý nejhustěji obydlený federální subjekt Ruska (první, pokud nepočítáme federální města). Na ploše 45 800 km² (bez plochy Moskvy) zde žije přibližně 7,71 milionu lidí. Oblast se nachází v Centrální federálním okruhu. Oblast nemá oficiální sídlo, její orgány sídlí v Krasnogorsku a Moskvě, která je v současnosti samostatným subjektem Ruské federace. Moskevská oblast téměř zcela obklopuje federální město Moskvu (před 1. červencem 2012 byla Moskva obklopena zcela). Oblast sousedí na severu s Tverskou, na severovýchodě s Jaroslavskou, na východě s Vladimirskou, na jihovýchodě s Rjazaňskou, na jihu s Tulskou, na jihozápadě s Kalužskou a na západě se Smolenskou oblastí. 
Nachází se ve středu Východoevropské roviny, mezi řekami Oka a Volha.
Moskevská oblast je významným centrem průmyslu. Jde o centrum metalurgie, strojního, potravinářského, energetického a chemického průmyslu. Nacházejí se zde také ropné rafinérie.
Hlavou oblasti je gubernátor volený v přímých volbách na pětileté období. Na pětileté období je voleno také 50 zástupců zasedajících v oblastní Dumě (parlamentu). Mandáty jsou přidělovány na základě smíšeného volebního systému (paralelní hlasování), kdy 25 mandátů je přiděleno na dle poměrného výsledku pro jednotlivé strany a zbylých 25 mandátů je přiděleno v jednomandátových volebních obvodech.

## Historie
Oblast byla založena 14. ledna 1929, během správní přestavby země, jako součást Ruské sovětské federativní socialistické republiky, v rámci Sovětského svazu, jako Centralnopromyšlennaja oblasť (Центральнопромышленная область).
Vznikla sloučením tehdejších Gubernií (Moskevské, Rjazanské, Tulské, Tverské a části Kalužské), založených Petrem Velikým roku 1708. Název Moskevská oblast nese až od 3. června 1929. V září 1937 byla oblast zpět rozdělena na Moskevskou, Rjazanskou a Tulskou oblast. 
Část území oblasti mezi jihozápadní hranicí Moskvy a Kalužskou oblastí (části Leninského, Naro-Fominského a Podolskéhé okruhu) byla 1. července 2012 připojena přímo k Moskvě. Z těchto území byly v rámci Moskvy vytvořeny Novomoskevský a Troitský správní okruh.

Mapa správních obvodů oblasti
Mapa správních obvodů oblasti do 1. července 2012

## Oblastní symboly

### Vlajka
Vlajka Moskevské oblasti je tvořena červeným listem, o poměru stran 2:3, s vyobrazením sv. Jiřího na koni, zabíjejícího kopím hada (draka), obráceném k žerdi (heraldicky vpravo). Figura má vnější šířku rovnou 1/5 délky vlajky.

## Obyvatelstvo
Národnostní složení obyvatelstva podle posledních dvou sčítání lidu.
| Národnost                                       | Počet v r. 2002 | Podíl   | Počet v r. 2010 | Podíl  |
| ----------------------------------------------- | --------------- | ------- | --------------- | ------ |
| Rusové                                          | 6 022 763       | 91,00 % | 6 202 672       | 92,9 % |
| Ukrajinci                                       | 147 808         | 2,23 %  | 119 474         | 1,8 %  |
| Tataři                                          | 52 851          | 0,80 %  | 56 202          | 0,8 %  |
| Bělorusové                                      | 42 212          | 0,64 %  | 31 665          | 0,5 %  |
| Arméni                                          | 39 660          | 0,60 %  | 63 306          | 1,0 %  |
| Mordvinci                                       | 21 856          | 0,33 %  | 18 678          | 0,3 %  |
| Ázerbájdžánci                                   | 14 651          | 0,22 %  | 19 061          | 0,3 %  |
| Čuvaši                                          | 12 530          | 0,19 %  | 12 466          | 0,2 %  |
| Moldavané                                       | 10 418          | 0,16 %  | 19 611          | 0,3 %  |
| Židé                                            | 9 899           | 0,15 %  | 7 164           | 0,1 %  |
| Gruzíni                                         | 9 888           | 0,15 %  |                 |        |
| Němci                                           | 4 607           | 0,07 %  |                 |        |
| Uzbekové                                        | 4 183           | 0,06 %  |                 |        |
| Baškirové                                       | 3 565           | 0,05 %  |                 |        |
| Tádžikové                                       | 3 404           | 0,05 %  | 15 549          | 0,2 %  |
| Korejci                                         | 3 232           | 0,05 %  |                 |        |
| Marijci                                         | 2 554           | 0,04 %  |                 |        |
| Kazaši                                          | 2 493           | 0,04 %  |                 |        |
| Osetinci                                        | 2 389           | 0,04 %  |                 |        |
| Osoby, které se nepřihlásily k žádné národnosti | 172 090         |         | 419 677         |        |
| Ostatní národnosti výše neuvedené               |                 |         | 109 595         |        |